# 赵晓晨
赵晓晨（？—），男，汉族，中华人民共和国政治人物。现任中国有研科技集团有限公司党委书记、董事长。第十四届全国政协委员。